# Società Sportiva Campobasso 1987-1988
Questa pagina raccoglie le informazioni riguardanti la Società Sportiva Campobasso  nelle competizioni ufficiali della stagione 1987-1988.

## Stagione
Dopo la retrocessione dell'anno prima, Molinari tentò di ricostruire una squadra in grado di lottare per la promozione e al contempo di vendere diversi pezzi importanti della B per rimpinguare le esigue casse societarie, affidando il ruolo di direttore sportivo a Cavalleri. Molto giovani vennero portati in prima squadra. All'attaccante Lanci (dal Monopoli) viene affiancato da ottobre Marco Romiti che vincerà (ex-equo con altri due giocatori) la classifica capocannonieri. Sotto la guida dell'allenatore Mario Russo la squadra si insedia nelle prime posizioni che in casa ha un ruolino di marcia importante, non riuscendo però alla 12ª giornata di battere la capolista Cosenza. Alla prima di ritorno perde in casa lo sconto diretto con la Reggina, si rilancia vincendo a Catania ma si imbatte in due sfortunati pareggi in casa con Monopoli e Francavilla. Alla 28ª giornata vince lo sconto diretto con il Foggia, ma la domenica successiva perde con il Cosenza, non servendo a nulla i nove punti nelle ultime cinque giornate per agguantare la terza posizione, occupata dalla Reggina, che andrà in B dopo aver vinto lo spareggio intergirone con il la Virescit Boccaleone.
In Coppa Italia, inserita nel girone 1, vince solo la partita con la SPAL, mentre in Coppa Italia Serie C, dopo aver battuto ai sedicesimi il Nola ai rigori, esce agli ottavi contro il Francavilla.

## Rosa
| N. |                   | Ruolo | Calciatore                    |
| -- | ----------------- | ----- | ----------------------------- |
|    | Italia (bandiera) | P     | Vincenzo Nunziata             |
|    | Italia (bandiera) | P     | Enrico Picca                  |
|    | Italia (bandiera) | D     | Donato Anzivino               |
|    | Italia (bandiera) | D     | Carmine Della Pietra          |
|    | Italia (bandiera) | D     | Elio Migliaccio               |
|    | Italia (bandiera) | D     | Carmine Parlato               |
|    | Italia (bandiera) | D     | Michele Plescia               |
|    | Italia (bandiera) | D     | Amelio Puce                   |
|    | Italia (bandiera) | D     | Ugo Sarracino                 |
|    | Italia (bandiera) | D     | Felice Angelo Tufano          |
|    | Italia (bandiera) | C     | Ugo Armanetti                 |
|    | Italia (bandiera) | C     | Luca Evangelisti              |
|    | Italia (bandiera) | C     | Mario Giua                    |
|    | Italia (bandiera) | C     | Mario Goretti                 |
|    | Italia (bandiera) | C     | Marco Maestripieri (capitano) |

| N. |                   | Ruolo | Calciatore            |
| -- | ----------------- | ----- | --------------------- |
|    | Italia (bandiera) | C     | Marco Noviello        |
|    | Italia (bandiera) | C     | Silvano Pivotto       |
|    | Italia (bandiera) | C     | Onelio Tavolieri      |
|    | Italia (bandiera) | C     | Michele Tomasino      |
|    | Italia (bandiera) | A     | Girolamo Bizzarri     |
|    | Italia (bandiera) | A     | Francesco Caruso      |
|    | Italia (bandiera) | A     | Gabriele Lanci        |
|    | Italia (bandiera) | A     | Orazio Liberato Mitri |
|    | Italia (bandiera) | A     | Giovanni Messina      |
|    | Italia (bandiera) | A     | Paolo Mollica         |
|    | Italia (bandiera) | A     | Marco Romiti          |
|    | Italia (bandiera) |       | Baratto               |
|    | Italia (bandiera) |       | Brando                |
|    | Italia (bandiera) |       | Caruso II             |
|    | Italia (bandiera) |       | Fiatamone             |

## Calciomercato

### Sessione estiva
| Acquisti | Acquisti             | Acquisti  | Acquisti      |
| R.       | Nome                 | da        | Modalità      |
| -------- | -------------------- | --------- | ------------- |
| P        | Vincenzo Nunziata    | Sorrento  | fine prestito |
| D        | Amelio Puce          | Monopoli  | definitivo    |
| D        | Felice Angelo Tufano | Sanremese | definitivo    |
| C        | Mario Giua           | Carrarese | definitivo    |
| C        | Michele Tomasino     | Giarre    | fine prestito |
| A        | Girolamo Bizzarri    | Sanremese | definitivo    |
| A        | Francesco Caruso     | Reggina   | fine prestito |
| A        | Gabriele Lanci       | Monopoli  | definitivo    |

| Cessioni         | Cessioni          | Cessioni   | Cessioni      |
| R.               | Nome              | a          | Modalità      |
| ---------------- | ----------------- | ---------- | ------------- |
| P                | Massimo Bianchi   |            | svincolato    |
| D                | Giuseppe Accardi  | Inter      | fine prestito |
| D                | Carmelo Parpiglia | Lecce      | definitivo    |
| D                | Paolo Pochesci    | Brindisi   | definitivo    |
| C                | Franco Baldini    | Foggia     | definitivo    |
| C                | Fabio Lupo        | Bari       | definitivo    |
| C                | Carlo Perrone     | Bari       | definitivo    |
| C                | Michele Tomasino  | Giarre     | definitivo    |
| A                | Francesco Boito   | Ravenna    | definitivo    |
| A                | Francesco Caruso  | Monopoli   | prestito      |
| A                | Roberto Russo     | Udinese    | definitivo    |
| A                | Claudio Vagheggi  | Udinese    | definitivo    |
| Altre operazioni |                   |            |               |
| R.               | Nome              | a          | Modalità      |
| D                | Massimo Mauti     | Vis Pesaro | svincolato    |

### Sessione autunnale
| Acquisti | Acquisti     | Acquisti | Acquisti   |
| R.       | Nome         | da       | Modalità   |
| -------- | ------------ | -------- | ---------- |
| A        | Marco Romiti |          | svincolato |

| Cessioni | Cessioni          | Cessioni | Cessioni   |
| R.       | Nome              | a        | Modalità   |
| -------- | ----------------- | -------- | ---------- |
| C        | Silvano Pivotto   | Perugia  | definitivo |
| A        | Girolamo Bizzarri | Nocerina | definitivo |

## Risultati

### Coppa Italia

#### Fase a gironi
| Arbitro: | Acri (Novi Ligure) |

|                      |           |  |
| Poli 8’ Pradella 65’ | Marcatori |  |

| Arbitro: | Bailo (Novi Ligure) |

|             |           |  |
| Goretti 47’ | Marcatori |  |

| Arbitro: | Baldas (Trieste) |

|              |           |                          |
| Bizzarri 30’ | Marcatori | 41’ Rizzitelli 70’ Jozić |

| Arbitro: | Calabretta (Catanzaro) |

|                  |           |  |
| Lerda 42’ (rig.) | Marcatori |  |

| Arbitro: | Esposito (Torre del Greco) |

|                                                            |           |                  |
| Iachini 7’ Gasparini 9’ Berthold 48’ Pacione 65’ Galia 85’ | Marcatori | 37’ Maestripieri |

### Coppa Italia Serie C

#### Sedicesimi di finale
| Squadra 1 | Totale | Squadra 2  | Andata | Ritorno         |
| --------- | ------ | ---------- | ------ | --------------- |
| Nola      | 2 - 2  | Campobasso | 2 - 1  | 0 - 1 (2-5 dcr) |

| Arbitro: | Telegrafo (Taranto) |

|                  |           |             |
| Di Baia 16’, 67’ | Marcatori | 65’ Mollica |

| Arbitro: | Griffo (Palermo) |

|                                         |                      |                                |
| Sarracino 65’                           | Marcatori            |                                |
| Evangelisti Mollica Tavolieri Armanetti | Tiri di rigore 4 – 2 | D'Isidoro Piccinno Della Buona |

#### Ottavi di finale
| Squadra 1  | Totale | Squadra 2   | Andata | Ritorno |
| ---------- | ------ | ----------- | ------ | ------- |
| Campobasso | 2 - 3  | Francavilla | 2 - 2  | 0 - 1   |

| Arbitro: | Taverniti (Roma) |

|                             |           |                          |
| Armanetti 65’ Parlato 90+2’ | Marcatori | 30’ Ruscitti 86’ Di Chio |

| Arbitro: | Limone (Acireale) |

|             |           |  |
| Di Baia 60’ | Marcatori |  |

## Statistiche

### Statistiche di squadra
| Competizione         | Punti | In casa | In casa | In casa | In casa | In casa | In casa | In trasferta | In trasferta | In trasferta | In trasferta | In trasferta | In trasferta | Totale | Totale | Totale | Totale | Totale | Totale | DR  |
| Competizione         | Punti | G       | V       | N       | P       | Gf      | Gs      | G            | V            | N            | P            | Gf           | Gs           | G      | V      | N      | P      | Gf     | Gs     | DR  |
| -------------------- | ----- | ------- | ------- | ------- | ------- | ------- | ------- | ------------ | ------------ | ------------ | ------------ | ------------ | ------------ | ------ | ------ | ------ | ------ | ------ | ------ | --- |
| Serie C1             | 42    | 17      | 13      | 3       | 1       | 28      | 5       | 17           | 3            | 7            | 7            | 12           | 19           | 34     | 16     | 10     | 8      | 40     | 24     | +16 |
| Coppa Italia         | 3     | 2       | 1       | 0       | 1       | 2       | 2       | 3            | 0            | 0            | 3            | 1            | 8            | 5      | 1      | 0      | 4      | 3      | 10     | -7  |
| Coppa Italia Serie C | -     | 2       | 1       | 1       | 0       | 3       | 2       | 2            | 0            | 0            | 2            | 1            | 3            | 4      | 1      | 1      | 2      | 4      | 5      | -1  |
| Totale               | -     | 21      | 15      | 4       | 2       | 33      | 9       | 22           | 3            | 7            | 12           | 14           | 30           | 43     | 18     | 11     | 14     | 47     | 39     | +8  |

### Andamento in campionato
| Giornata  | 1 | 2 | 3 | 4 | 5 | 6 | 7 | 8 | 9 | 10 | 11 | 12 | 13 | 14 | 15 | 16 | 17 | 18 | 19 | 20 | 21 | 22 | 23 | 24 | 25 | 26 | 27 | 28 | 29 | 30 | 31 | 32 | 33 | 34 |
| --------- | - | - | - | - | - | - | - | - | - | -- | -- | -- | -- | -- | -- | -- | -- | -- | -- | -- | -- | -- | -- | -- | -- | -- | -- | -- | -- | -- | -- | -- | -- | -- |
| Luogo     | T | C | T | C | C | T | C | T | T | C  | T  | C  | T  | C  | T  | C  | T  | C  | T  | C  | T  | T  | C  | T  | C  | C  | T  | C  | T  | C  | T  | C  | T  | C  |
| Risultato | N | V | P | V | V | N | V | P | V | V  | P  | N  | P  | V  | N  | V  | N  | P  | N  | V  | P  | V  | N  | N  | V  | N  | P  | V  | P  | V  | N  | V  | V  | V  |
| Posizione | 8 | 3 | 7 | 4 | 2 | 1 | 1 | 4 | 2 | 1  | 1  | 1  | 4  | 2  | 2  | 1  | 2  | 4  | 4  | 4  | 5  | 4  | 4  | 5  | 2  | 2  | 4  | 3  | 4  | 4  | 4  | 4  | 4  | 4  |

Fonte: 
Legenda:

Luogo: N = Campo neutro; C = Casa; T = Trasferta. Risultato: V = Vittoria; N = Pareggio; S = Sconfitta.
- = Turno di riposo.

### Statistiche dei giocatori
| Giocatore       | Serie C1 | Serie C1 | Coppa Italia | Coppa Italia | Coppa Italia Serie C | Coppa Italia Serie C | Totale   | Totale |
| Giocatore       | Presenze | Reti     | Presenze     | Reti         | Presenze             | Reti                 | Presenze | Reti   |
| --------------- | -------- | -------- | ------------ | ------------ | -------------------- | -------------------- | -------- | ------ |
| D. Anzivino     | 18       | 0        | 4            | 0            | 0                    | 0                    | 22       | 0      |
| U. Armanetti    | 20       | 0        | 1            | 0            | 4                    | 1                    | 25       | 1      |
| Baratto         | 0        | 0        | 0            | 0            | 2                    | 0                    | 2        | 0      |
| Brando          | 0        | 0        | 0            | 0            | 1                    | 0                    | 1        | 0      |
| G. Bizzarri     | -        | -        | 3            | 1            | -                    | -                    | 3        | 1      |
| F. Caruso       | -        | -        | 1            | 0            | -                    | -                    | 1        | 0      |
| Caruso II       | 0        | 0        | 0            | 0            | 2                    | 0                    | 2        | 0      |
| C. Della Pietra | 31       | 1        | 5            | 0            | 4                    | 0                    | 40       | 1      |
| L. Evangelisti  | 33       | 0        | 5            | 0            | 4                    | 0                    | 42       | 0      |
| Fiatamone       | 0        | 0        | 0            | 0            | 3                    | 0                    | 3        | 0      |
| M. Giua         | 32       | 3        | 0            | 0            | 0                    | 0                    | 32       | 3      |
| M. Goretti      | 32       | 2        | 5            | 1            | 0                    | 0                    | 37       | 3      |
| G. Lanci        | 33       | 9        | 2            | 0            | 0                    | 0                    | 35       | 9      |
| M. Maestripieri | 30       | 4        | 5            | 1            | 0                    | 0                    | 35       | 5      |
| G. Messina      | 0        | 0        | 0            | 0            | 3                    | 0                    | 3        | 0      |
| E. Migliaccio   | 14       | 1        | 5            | 0            | 1                    | 0                    | 20       | 1      |
| O. Mitri        | 9        | 1        | 4            | 0            | 4                    | 0                    | 17       | 1      |
| P. Mollica      | 17       | 0        | 3            | 0            | 4                    | 1                    | 24       | 1      |
| M. Noviello     | 4        | 0        | 1            | 0            | 4                    | 0                    | 9        | 0      |
| V. Nunziata     | 34       | -24      | 4            | -9           | 2                    | -1                   | 40       | -34    |
| C. Parlato      | 0        | 0        | 0            | 0            | 4                    | 1                    | 4        | 1      |
| E. Picca        | 0        | 0        | 1            | -2           | 2                    | -2                   | 3        | -4     |
| S. Pivotto      | -        | -        | 2            | 0            | -                    | -                    | 2        | 0      |
| M. Plescia      | 0        | 0        | 0            | 0            | 2                    | 0                    | 2        | 0      |
| A. Puce         | 33       | 0        | 2            | 0            | 0                    | 0                    | 35       | 0      |
| M. Romiti       | 29       | 15       | -            | -            | 0                    | 0                    | 29       | 15     |
| U. Sarracino    | 26       | 0        | 5            | 0            | 2                    | 0                    | 33       | 0      |
| O. Tavolieri    | 11       | 0        | 1            | 0            | 4                    | 0                    | 16       | 0      |
| M. Tomasino     | -        | -        | 3            | 0            | -                    | -                    | 3        | 0      |
| F. Tufano       | 29       | 0        | 3            | 0            | 3                    | 0                    | 35       | 0      |